# William R. Corliss
William Roger Corliss (* 28. August 1926; † 8. Juli 2011) war ein US-amerikanischer Physiker und Sachbuchautor, der vor allem durch seine umfassenden Materialsammlungen zu anomalen Phänomenen Bekanntheit erlangte. Arthur C. Clarke beschrieb ihn als „Forts heutigen - und weitaus wissenschaftlicheren - Nachfolger.“ Er gilt als eine der herausragenden Persönlichkeiten der modernen Anomalistik.

## Wirken
Von 1974 an veröffentlichte Corliss im Rahmen seines „Sourcebook Project“ eine umfangreiche Reihe von Handbüchern. Jeder Band dieser Reihe ist einer bestimmten Einzelwissenschaft (Archäologie, Astronomie, Geologie etc.) gewidmet und präsentiert Artikel, die zumeist aus wissenschaftlichen Fachzeitschriften stammen. Inspiriert wurde Corliss durch Charles Fort, der schon Jahrzehnte zuvor ebenfalls Berichte über ungewöhnliche Phänomene gesammelt hatte. Im Gegensatz zu Fort hielt Corliss sich allerdings mit persönlichen Meinungsäußerungen oder redaktionellen Kommentaren zurück. Er zog es vor, die Beiträge für sich selbst sprechen zu lassen. Alle relevanten Teile seiner Artikel in den „Sourcebooks“ präsentierte Corliss als wörtliche Zitate mit präzisen Quellenangaben, und häufig gab er auch komplette Artikel einschließlich der Illustrationen wieder. Dabei griff er nicht selten auch älteres Material auf, das bisweilen schon in Charles Forts Werken Erwähnung gefunden hatte.
In seinem Buch „Unexplained!“ beschreibt der Ufologe und Anomalistiker Jerome Clark Corliss als „im Grunde genommen konservativ in seinen Ansichten“. Er führt aus, „Corliss [sei] eher an ungewöhnlichem Wetter, Kugelblitzen, geophysikalischen Kuriositäten, außergewöhnlichen Luftspiegelungen und dergleichen interessiert; kurz gesagt an Anomalien, welche [...] weit weniger [geeignet] sind, Mainstreamwissenschaftler zu empören als jene, die Fort entzückten, wie UFOs, monströse Kreaturen oder andere Arten außergewöhnlicher Ereignisse und Entitäten.“ Arthur C. Clarke bemerkte zudem: „Anders als Fort wählt Corliss sein Material fast ausschließlich aus wissenschaftlichen Journalen, wie Nature und Science aus, nicht aus Zeitungen, sodass es bereits einem Filterprozess unterworfen war, der die meisten Hoaxes und Berichte offensichtlicher Sonderlinge entfernt. Nichtsdestotrotz gibt es in einigen dieser Berichte aus hoch reputierlichen Quellen vieles, was ziemlich rätselhaft ist.“
Corliss’ Tätigkeit als Wissenschaftsautor beschränkte sich allerdings keineswegs auf das „Sourcebook Project“. Insgesamt verfasste er neben einer größeren Anzahl von Artikeln etwa 50 Bücher, darunter insbesondere 13 Lehrbücher über Astronomie, das Weltall und Raumfahrt für die NASA, sowie eine ähnliche Anzahl von Werken für die Atomic Energy Commission und die National Science Foundation.

## Schriften
- Propulsion Systems for Spaceflight (1960)
- Radioisotopic Power Generation (mit D.G. Harvey, 1964)
- Space Probes and Planetary Exploration (1965)
- Scientific Satellites (1967)
- Mysteries of the Universe (1967)
- Teleoperator Controls (mit E.G. Johnsen, 1968)
- Mysteries Beneath the Sea (1970)
- Human Factors Applications in Teleoperator Design and Operation (mit Johnsen, 1971)
- History of NASA Sounding Rockets (1971)
- Man and Atom (mit Glenn T. Seaborg, 1971)
- History of the Goddard Networks (1972)
- The Interplanetary Pioneers (1972)
- Strange Phenomena: A Sourcebook of Unusual Natural Phenomena (1974)
- Strange Artifacts: A Sourcebook on Ancient Man (1974)
- The Unexplained (1976)
- Strange Life (1976)
- Strange Minds (1976)
- Strange Universe (1977)
- Handbook of Unusual Natural Phenomena (1977)
- Strange Planet (1978)
- Ancient Man: A Handbook of Puzzling Artifacts. 1978 (archive.org).
- Mysterious Universe: A Handbook of Astronomical Anomalies (1979)
- Unknown Earth: A Handbook of Geological Enigmas (1980)
- Wind Tunnels of NASA (1981)
- Incredible Life: A Handbook of Biological Mysteries (1981)
- The Unfathomed Mind: A Handbook of Unusual Mental Phenomena (1982)
- Lightning, Auroras, Nocturnal Lights, and Related Luminous Phenomena (1982)
- Tornados, Dark Days, Anomalous Precipitation, and Related Weather Phenomena (1983)
- Earthquakes, Tides, Unidentified Sounds, and Related Phenomena (1983)
- Rare Halos, Mirages, Anomalous Rainbows, and Related Electromagnetic Phenomena (1984)
- The Moon and the Planets (1985)
- The Sun and Solar System Debris (1986)
- Stars, Galaxies, Cosmos (1987)
- Carolina Bays, Mima Mounds, Submarine Canyons (1988)
- Anomalies in Geology: Physical, Chemical, Biological (1989)
- Neglected Geological Anomalies (1990)
- Inner Earth: A Search for Anomalies (1991)
- Biological Anomalies: Humans I (1992)
- Biological Anomalies: Humans II (1993)
- Biological Anomalies: Humans III (1994)
- Science Frontiers: Some Anomalies and Curiosities of Nature (1994)
- Biological Anomalies: Mammals I (1995)
- Biological Anomalies: Mammals II (1996)
- Biological Anomalies: Birds (1998)
- Ancient Infrastructure: Remarkable Roads, Mines, Walls, Mounds, Stone Circles: A Catalog of Archeological Anomalies (1999)
- Ancient Structures: Remarkable Pyramids, Forts, Towers, Stone Chambers, Cities, Complexes: A Catalog of Archeological Anomalies (2001)
- Remarkable Luminous Phenomena in Nature: A Catalog of Geophysical Anomalies (2001)
- Scientific Anomalies and other Provocative Phenomena (2003)
- Archeological Anomalies: Small Artifacts (2003)
- Archeological Anomalies: Graphic Artifacts I (2005)